# BPW Bergische Achsen
Die BPW Bergische Achsen Kommanditgesellschaft ist ein weltweit tätiger Zulieferer der Nutzfahrzeugindustrie sowie Mobilitätsdienstleister der Transport- und Logistikindustrie. Hauptsitz des familiengeführten Unternehmens ist Wiehl, 50 Kilometer östlich von Köln.
BPW entwickelt und produziert Fahrwerkssysteme für Anhänger und Auflieger im Nutzfahrzeug- und Agrarbereich. Darüber hinaus gehören die Unternehmen F. Hesterberg & Söhne (Dortmund, Deutschland), HBN-Teknik A/S (Ringsted, Dänemark), idem telematics (München/Ulm, Deutschland) und Transport-Teknik A/S (Kolding, Dänemark) zur BPW Gruppe.
Das Produktportfolio der BPW Gruppe umfasst neben Achsen, Federungssystemen und Bremsentechnologien auch Verschließsysteme und Aufbautentechnik, Leichtbaulösungen, Telematikanwendungen für Truck und Trailer sowie Beleuchtungssysteme. Darüber hinaus betreibt BPW ein europaweites Ersatzteilhandels-Netzwerk für Nutzfahrzeuge mit 170 Niederlassungen in 25 Ländern.
Weltweit ist die BPW Gruppe in über 30 Ländern vertreten, verfügt über acht Entwicklungsstandorte, 18 Fertigungsstätten (unter anderen in Deutschland, Russland, Ungarn, China, Australien und Südafrika), mehr als 60 Vertriebsgesellschaften sowie über 3.200 Servicepartner.

## Firmengeschichte

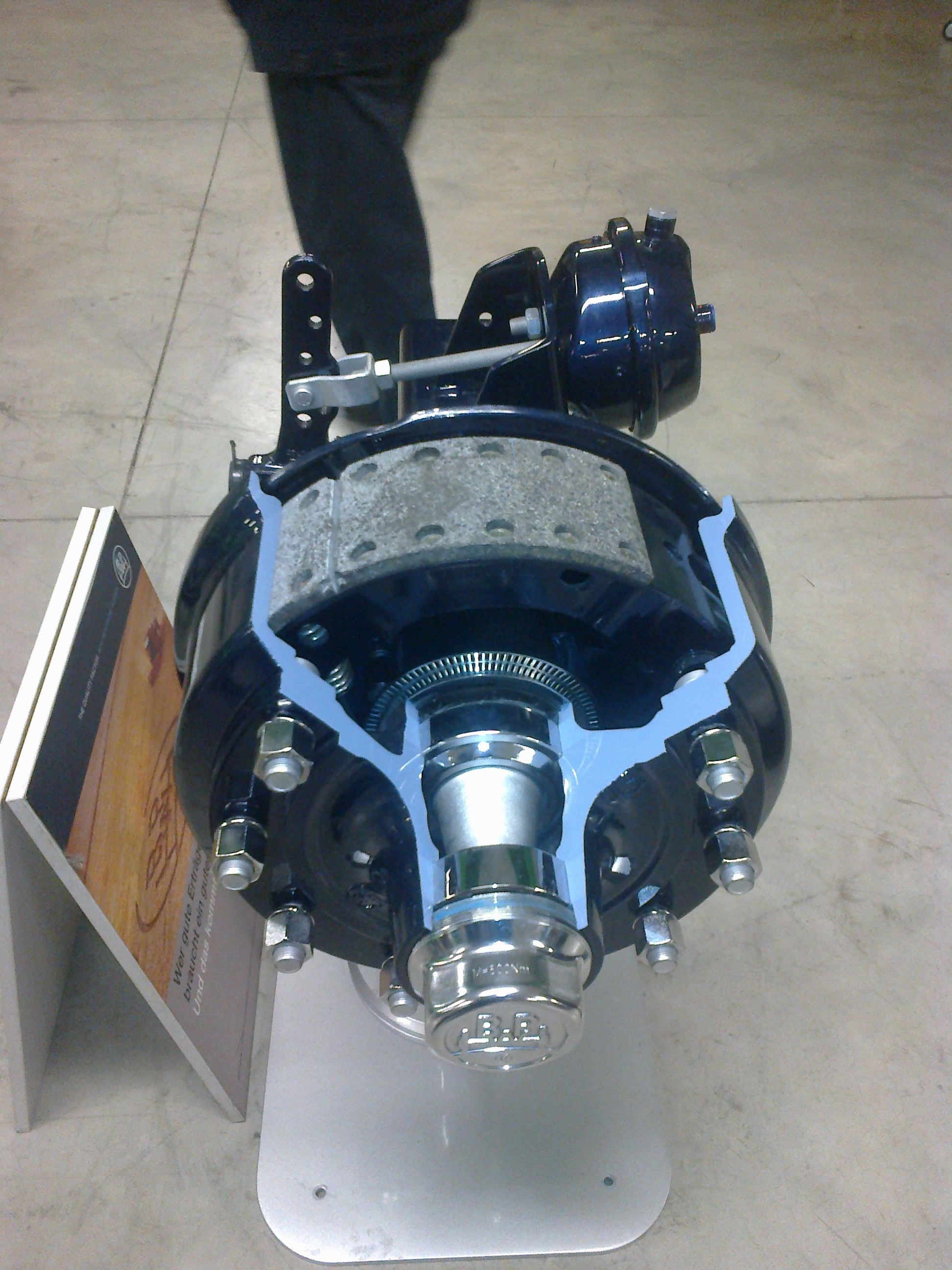
Einblick in eine BPW Achse

Am 15. Juli 1898 gründeten Otto Nohl, Carl Ferdinand Reusch, Ernst Gustav Reusch und Friedrich Zapp die Bergische Patentachsenfabrik GmbH in Wiehl. Ursprung des Unternehmens ist ein mit Wasserkraft betriebener Schmiedehammer – typisch für die Industrialisierung im Bergischen Land.
Gustav Friedrich Kotz senior finanzierte den Gesellschafteranteil seines Schwiegersohns Otto Nohl. Am 3. Oktober begannen 12 Mitarbeiter mit der Fertigung von Eisenachsen für Kutschen, Ackerwagen und Speditionsfuhrwerke. Neben den täglich mit Wagenfett zu schmierenden Achsen stellte BPW Patentachsen her, die eine Öl-Dauerschmierung hatten. Im Jahr 1900 schieden Carl Ferdinand und Ernst Gustav Reusch aus dem Unternehmen aus und verkauften ihre Geschäftsanteile an Otto Nohl und Friedrich Zapp.
Am 1. Oktober 1901 trat Nohls Schwager Gustav Friedrich Kotz jun. in das Unternehmen ein. Er wurde am 1. April 1902 Geschäftsführer, kaufte die Geschäftsanteile von Friedrich Zapp und knüpfte im gleichen Jahr erste Geschäftskontakte mit Kunden in Dänemark und in den Niederlanden.
In den Jahren 1903 bis 1907 entwickelte BPW die neuartige NOKO-Patentachse; sie wurde von der Fachpresse als „epochemachende Erfindung“ gepriesen. Im Verlauf des Ersten Weltkrieges wurden Gustav Friedrich Kotz und Teile der Belegschaft zum Kriegsdienst eingezogen. Die BPW hatte von ihrer Gründung bis zum Kriegsbeginn 313.300 Achsschenkel produziert. BPW produzierte neben Schmier- und Patentachsen auch Gleitlagerachsen für Militärfuhrwerke. Nachdem Otto Nohl schwer erkrankte, wurde Gustav Friedrich Kotz vom Militärdienst befreit, übernahm dessen Geschäftsanteile und wurde alleiniger Inhaber der BPW.
Vierzehn Mitarbeiter des Unternehmens fielen im Ersten Weltkrieg.
Im Jahr 1924 baute BPW in Zusammenarbeit mit SKF erstmals eine Achse mit Kegelrollenlagern. Diese Achse erzielte eine Zugkraftersparnis von 50 Prozent, eine Schmiermittelersparnis von bis zu 80 Prozent und eine Kraftstoffersparnis von rund 10 Prozent. Rollenlagerachsen konnten bei gleicher Zugkraft 50 Prozent mehr beladen werden und schneller fahren, weil sich ihre Lager weniger erwärmten.
1929 wurde der BPW ein neues Warenzeichen eingetragen. Es zeigt in einem Kreis die Buchstaben BPW mit einer Achse und zwei Rädern auf einer gepflasterten Straße. Dieses Logo wird in modifizierter Form noch heute verwendet.
BPW belieferte damals Kunden in Argentinien, Brasilien, Chile, Frankreich, Italien, Kroatien, Polen, Spanien, Südafrika, Tschechien und Ungarn.
Mitte der 1930er Jahre wurde ein privater Gleisanschluss an die Wiehltalbahn am gegenüberliegenden Steinbruch Harschlenke geschaffen. Eigentlich hatten beide Firmen einen eigenen Anschluss beantragt; die Reichsbahndirektion Elberfeld wollte aber nur einen Anschluss genehmigen und tat dies nur unter der Auflage, dass die andere Firma den Anschluss mitbenutzen solle. Der Anschluss am Steinbruch wurde schließlich genehmigt, blieb aber nur zehn Jahre in Betrieb und wurde dann bis zur Fertigstellung des eigenen Anschlusses der Achsenfabrik im Jahre 1949 von dieser weiter genutzt.
Die BPW wurde 1937 in eine Kommanditgesellschaft umgewandelt. Der Firmenname lautete nun Bergische Achsenfabrik Fr. Kotz & Söhne. Der Betrieb beschäftigte erstmals mehr als 1000 Mitarbeiter. Neben Verkaufsstellen in Berlin, Düsseldorf, Frankfurt am Main, Hamburg und Leipzig eröffnete die BPW Zweigstellen in Breslau, Königsberg i. Pr., Stettin und Wien.
Während des Zweiten Weltkriegs belieferte BPW Fahrzeugbauer überwiegend mit Komponenten für militärische Anhänger, Geschützlafetten und Scheinwerferwagen sowie in geringem Umfang auch weiterhin für zivile Anhänger. Seit 1942 war die Produktion rückläufig und im November 1944 kam der Export zum Erliegen. Von den einst 1327 Mitarbeitern waren im Krieg 201 gefallen und 62 vermisst gemeldet. Bereits im Juli 1945 erhielt BPW wieder eine begrenzte Fertigungserlaubnis von den alliierten Behörden.

### Nachkriegsgeschichte
1948 starb Gustav Friedrich Kotz. Sein Sohn Fritz Kotz übernahm die Geschäftsführung.
1958 begann die BPW mit der Serienfertigung von Vierkanthohlachsen für Lkw-Anhänger. Vierkanthohlachsen sind leichter und höher belastbar als die bis dahin weit verbreiteten Achsen mit massivem Querschnitt. 1959 präsentierte die BPW auf der IAA erstmals eine Luftfeder-Kurbelachse für Lkw-Anhänger; 1967 folgte die Luftfederachse mit Schlauchrollbalg.
1961 trat Christian Peter Kotz in die BPW ein. Uwe Kotz folgte ihm 1968. Die Brüder führten das Unternehmen seit dem Tod ihres Vaters Fritz Kotz im Jahre 1980 weiter und betrieben die weitere Expansion: 1968 wurde Transport-Teknik A/S aus Kolding in Dänemark, Hersteller von Beleuchtungs- und Kabelsystemen für Trailer, Teil der BPW Gruppe. 1982 wurde HBN-Teknik A/S, ein Spezialist für Leichtbauteile aus dem dänischen Ringstedt, in die BPW Gruppe integriert.
Bis zum Jahr 1990 gründete und übernahm die BPW Gruppe außerdem Vertriebsgesellschaften in Australien, Dänemark, Finnland, Großbritannien, Italien, Norwegen, Schweden, Schweiz, Singapur, Südafrika und Spanien. Darüber hinaus entstanden Fertigungsstätten in Australien und Südafrika. Gleichzeitig führte der Betrieb ein neues System der Material- und Produktionskontrolle ein. Die sogenannte „dokumentierte Fertigung“ sicherte eine detaillierte Erfassung und Auswertung aller wichtigen Produktionsmerkmale und garantierte somit die Rekonstruktion jeder Herstellungsstufe – es handelte sich sozusagen um die Vorläufer eines Qualitätsmanagementsystems.
1983 wurde die F. Hesterberg und Söhne GmbH und Co. KG, Spezialist für Verschließ- und Aufbautentechnik, Teil der BPW Gruppe.
1994 erfolgte die Umbenennung in BPW Bergische Achsen Kommanditgesellschaft.
Im selben Jahr begann BPW mit der Errichtung eines neuen Logistikzentrums und verlagerte den Transport vollständig auf die Straße. Zuvor wurde der bis dahin genutzte private Schienenanschluss an die Wiehltalbahn durch die Deutsche Bahn gekündigt. Das Logistikzentrum wurde im Jahr 2000 fertiggestellt.
1995 gründete BPW ein Joint-Venture zur Fertigung in Meizhou, China.
1998 wurde Michael Pfeiffer neben Christian Peter und Uwe Kotz persönlich haftender Gesellschafter. 1998 wurde auch die weltweit erste KTL-Beschichtungsanlage für Lkw-Anhängerachsen in Betrieb genommen und das Tochterunternehmen 'BPW Italia' zur Herstellung von Lenkachsen gegründet. Die Fertigungsanlagen in Wiehl wurden modernisiert.
2009 wurde Irmgard Scherer in den Kreis der persönlich haftenden Gesellschafter aufgenommen. 2011 zog Christian Peter Kotz sich aus der aktiven Geschäftsführung zurück; Uwe Kotz, Irmgard Scherer und Michael Pfeiffer führten das Unternehmen als persönlich haftende Geschäftsführer weiter.
2012 beteiligte sich die BPW Bergische Achsen KG mehrheitlich an der idem GmbH mit Sitz in München, einem herstellerunabhängigen Anbieter für Trailer-Telematik und -Temperaturkontrolle. Ende 2013 kaufte BPW die Funkwerk eurotelematik, eine Tochtergesellschaft der Funkwerk AG. Das Unternehmen ist auf die Entwicklung und den Betrieb von Telematiksystemen im Trailer spezialisiert.
Zum 31. Dezember 2013 verließ Irmgard Scherer das Unternehmen. Neben Uwe Kotz und Michael Pfeiffer traten Uwe Frielingsdorf, Achim Kotz und Markus Schell als persönlich haftende Gesellschafter bei. 2014 zog sich Uwe Kotz in den Ruhestand zurück. Uwe Frielingsdorf schied Anfang 2018 aus. Michael Pfeiffer zog sich Ende 2020 aus der Geschäftsführung zurück. Seitdem wird das Unternehmen vom Achim Kotz und Markus Schell geleitet.
Im April 2014 schlossen sich die idem GmbH und die Funkwerk eurotelematik GmbH zur idem telematics zusammen; Ende 2015 übernahm die BPW-Gruppe die idem telematics GmbH vollständig. Den Zukauf der Unternehmen begründete BPW mit einer strategischen Neuausrichtung, die unter anderem die Erweiterung des Produktportfolios im Bereich Elektronik und Telematik umfasst. Im Oktober 2016 gaben BPW und SAP die Gründung eines gemeinsamen Innovationszentrums bekannt, das integrierte Telematik- und ERP-Systeme für Versender und Logistik-Unternehmen entwickeln und anbieten soll ("Internet of Transport"). Das traditionelle Geschäftsfeld Achsen erweiterte BPW um eine lokal emissionsfreie Lösung für den innerstädtischen Lieferverkehr, bestehend aus einem elektrischen Achsenantrieb, Energiespeicher und Steuerungselektronik. Der Nutzfahrzeugumrüster Paul in Vilshofen liefert auf dieser Basis seit 2020 LKW auf Basis des Mercedes-Benz Vario an Speditionen und kommunale Unternehmen, darunter die Berliner Stadtreinigung.
Bis 2015 fokussierte sich das Ersatzteilgeschäft der BPW-Gruppe vorrangig auf das europäische Ausland. 2015 baute BPW seine Stellung auch im deutschen Aftermarket-Geschäft durch Übernahmen und Beteiligungen aus: mit den Tochtergesellschaften BESKO Nutzfahrzeugteile (Büdelsdorf) und T-Parts baute BPW Ersatzteilhandelspräsenzen in Deutschland aus. Im November 2015 übernahm BPW die Mehrheit an PE Automotive, einem führenden Anbieter im freien Teilemarkt. Im Frühjahr 2016 wurde die NTV Nutzfahrzeugteile Oesterhaus (Bielefeld) in die BPW-Gruppe integriert.
BPW gilt als einer der Vorreiter der Fahrzeugindustrie für Industrie 4.0; seit 2018 stellt BPW seine Fahrwerkskomponenten auf das Prinzip des "digitalen Zwillings" um. Dies erlaubt Fahrzeugherstellern unter anderem erstmals, Fahrwerke online zu konfigurieren; eine künstliche Intelligenz unterstützt den Prozess. BPW gehört zu den Vorzeigeunternehmen des Bundeswirtschaftsministerium für Industrie 4.0 und leitet als Konsortialführer ein Forschungsprojekt zum autonomen Trailer.
BPW erzeugt rund die Hälfte seines elektrischen Stromverbrauchs selbst mit Hilfe von Solardächern und Wasserkraft. Mit der Wasserturbine knüpft BPW an die vor 120 Jahren zurückliegende Gründung des Unternehmens als Hammermühle an. Seit Sommer 2017 stellte BPW die komplette Versorgung mit elektrischem Strom auf erneuerbare Quellen um. BPW betreibt auf dem Werksgelände mehrere Stromtankstellen.

## Firmenmuseum
Das Museum Achse, Rad und Wagen thematisiert Erfindung, Verbreitung und Entwicklung von Achse, Rad und Wagen und die Unternehmensgeschichte der BPW.

## Auszeichnungen
- Von 2005 an gewann BPW 14 Mal in Folge den jährlich vergebenen Imagepreis Beste Marke in der Kategorie Trailerachsen[25]
- Ende 2015 gewinnt BPW Europäischen Transportpreis für Nachhaltigkeit für 2016[26]
- BPW ist mit dem "Top Job"-Siegel als einer der besten Arbeitgeber des deutschen Mittelstandes ausgezeichnet[27][28]
- 2020: "Deutschlands bester Ausbilder" – Auszeichnung von Capital und Ausbildung.de[29]
- 2020: „Unternehmen mit höchster Reputation“ der Automobil-Zulieferindustrie[30]
- 2017 Trailer Innovationspreis in der Kategorie Komponenten für "Air Save", ein System, das den Reifendruck überwacht und bei Bedarf automatisch korrigiert[31]
- 2017 beste Profi-Werkstatt-Marke in der Kategorie Omnibus-, Nutzfahrzeug- und Trailerservice[32]
- 2017 Telematik-Award für das Gateway Hub Konzept "TC Trailer Gateway" von idem Telematics[33]